# شهرستان لیانهوا
شهرستان لیانهوا (به لاتین: Lianhua County) یک منطقهٔ مسکونی در چین است که در پینگشیانگ واقع شده‌است.